# Cresta alveolare

Un piano sagittale o l'immagine di profilo di una testa umana. La cresta alveolare è indicata dai numeri 4 e 5

La cresta alveolare (noto anche come il margine alveolare) è una delle due creste della mascella o sul tetto della bocca tra i denti superiori e il palato duro, o sul fondo della bocca dietro i denti inferiori. Le creste alveolari contengono le prese (alveoli) dei denti. Essi possono farsi sentire con la lingua, nella zona sopra i denti superiori o sotto i denti in basso. I suoni prodotti con la lingua che tocca la cresta alveolare parlando sono detti alveolari.